# Leif Rovsing
Ludvig Leif Sadi Rovsing, z domu Qvist (ur. 27 lipca 1887 w Kopenhadze, zm. 17 czerwca 1977 w Ordrup) – duński tenisista. Wziął udział w dwóch konkurencjach na Letnich Igrzyskach Olimpijskich w 1912 roku.
Jako otwarcie homoseksualny mężczyzna został wykluczony przez duńskie władze sportowe, które zakazały mu udziału w kilku turniejach sportowych.